# کارل-هاینتس کونده
کارل-هاینتس کونده (انگلیسی: Karl-Heinz Kunde; ۶ ژانویهٔ ۱۹۳۸ – ۱۵ ژانویهٔ ۲۰۱۸) دوچرخه‌سوار اهل آلمان بود.